# اندود زبر

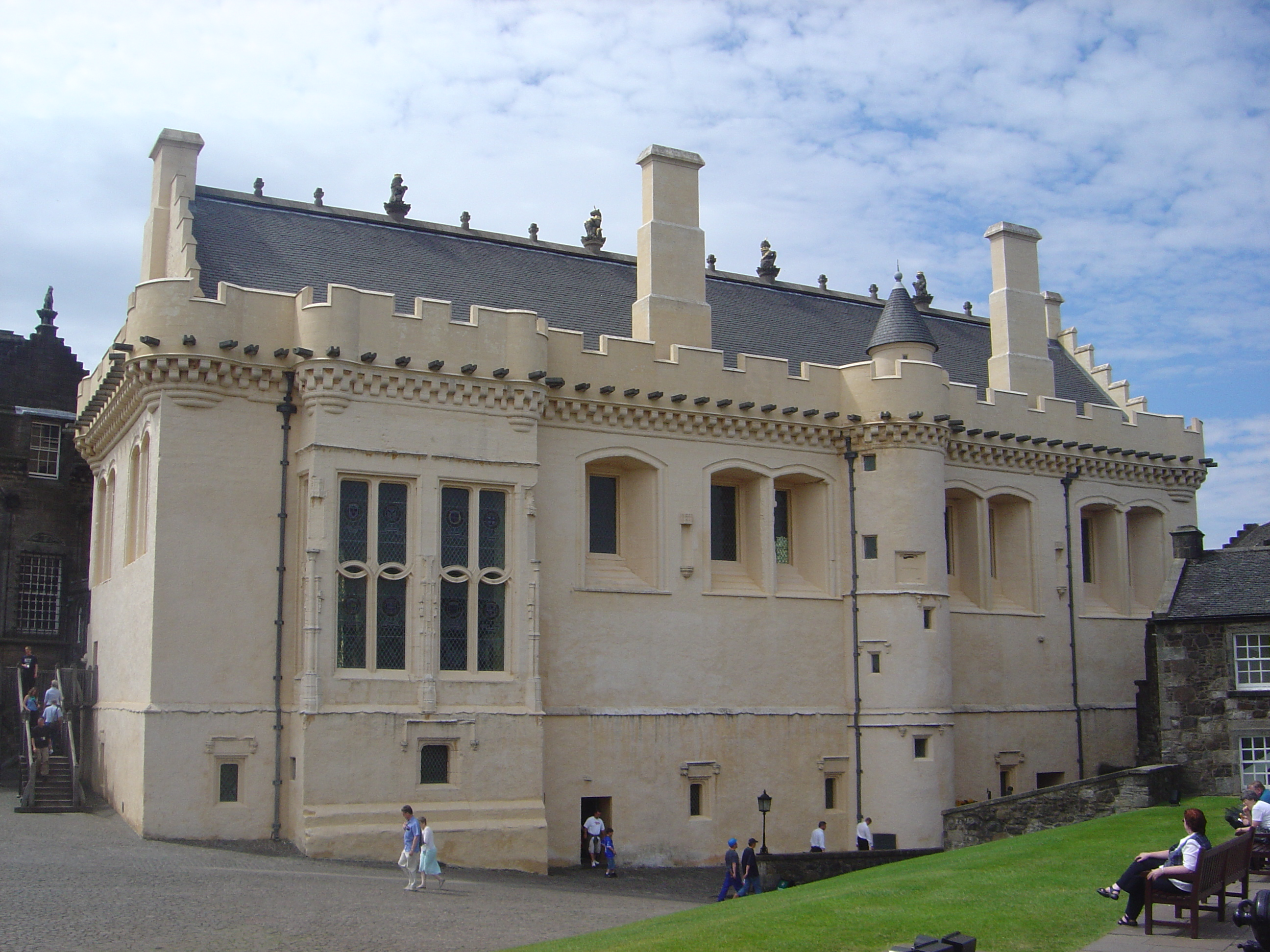
تالار اصلی در دژ استرلینگ

اَندودِ زِبْر (انگلیسی: Harling) یک نوع اندودکاری دیواری با بافت زبر است که از آهک و سنگدانه تشکیل شده‌است و برای بافت زمختش شناخته شده‌است.
نمای دیوارهای بسیاری از دژ‌ها و بناهای دیگر در اسکاتلند و اولستر اندود زبر شده‌است. از اندود زبر در بناهای معاصر نیز بهره برده می‌شود. اندود زبر در اقلیم تر اسکاتلند و اولستر از نمای ساختمان محافظت می‌کند و نیاز به رنگ کردن دیوار را از بین می‌برد.